# Eduardo del Hierro Santacruz
Eduardo del Hierro Santacruz (San Juan de Pasto, 1933-Bogotá, 16 de febrero de 2016) fue un ingeniero y político colombiano. 
Se desempeñó como Ministro de Minas y Energía de Colombia entre 1974 y 1975.

## Biografía
Hijo del Ministro José Elías del Hierro Guerrero y Marina Santacruz Burbano, nació en una prestante familia de Nariño. Realizó sus estudios en Ingeniería química en la Universidad Nacional, y posteriormente obtuvo un Doctorado en Química de la Instituto de Tecnología de Massachusetts, en Estados Unidos.
Afiliado, al igual que su padre, al Partido Conservador, se desempeñó como miembro del Senado de la República; también fue miembro de la Junta Directiva del Banco de la República y del Consejo Nacional de Recursos Energéticos.
Así mismo, fungió como Ministro de Minas y Energía en los primeros años del Gobierno del Liberal Alfonso López Michelsen, posición desde la cual promovió activamente los contratos mixtos entre el Gobierno colombiano y las empresas petroleras privadas, aparte de haber defendido una política energética de corte nacionalista y proteccionista, con la cual logró la devolución de millares de hectáreas que estaban en poder de multinacionales extranjeras.
Falleció en Bogotá en febrero de 2016.